# Réseau routier de la Seine-Saint-Denis
Pour un article plus général, voir Transports dans la Seine-Saint-Denis.
Cet article présente l'histoire, les caractéristiques et les événements significatifs ayant marqué le réseau routier du département de la Seine-Saint-Denis en France.
Au 31 décembre 2017, la longueur totale du réseau routier du département de la Seine-Saint-Denis est de 2 464 kilomètres, se répartissant en 58 kilomètres d'autoroutes, 1 kilomètre de routes nationales, 344 kilomètres de routes départementales et 2 061 kilomètres de voies communales.

## Histoire

### XXesiècle
Avant le 1er janvier 1968, la moitié ouest des communes du département de la Seine-Saint-Denis étaient intégrées au département de la Seine, l'autre partie à l'est au département de Seine-et-Oise.

#### Réforme de 1930
Devant l'état très dégradé du réseau routier au lendemain de la Première Guerre mondiale et l'explosion de l'industrie automobile, l'État, constatant l'incapacité des collectivités territoriales à remettre en état le réseau routier pour répondre aux attentes des usagers, décide d'en prendre en charge une partie. L'article 146 de la loi de finances du 16 avril 1930 prévoit ainsi le classement d'une longueur de l'ordre de 40 000 kilomètres de routes départementales dans le domaine public routier national. En ce qui concerne le département de la Seine, ce classement devient effectif à la suite du décret du 11 juin 1931.

#### Réforme de 1972
En 1972, un mouvement inverse est décidé par l'État. La loi de finances du 29 décembre 1971 prévoit le transfert dans la voirie départementale de près de 53 000 kilomètres de routes nationales. Toutefois le département de la Seine-Saint-Denis ne fera pas l'objet d'un arrêté de transfert.

### XXIesiècle

#### Réforme de 2005
Une nouvelle vague de transferts de routes nationales vers les départements intervient avec la loi du 13 août 2004 relative aux libertés et responsabilités locales, un des actes législatifs entrant dans le cadre des actes II de la décentralisation où un grand nombre de compétences de l'État ont été transférées aux collectivités locales. Dans le domaine des transports, certaines parties des routes nationales sont transférées aux départements et, pour une infime partie, aux communes (les routes n'assurant des liaisons d'intérêt départemental). 
Le décret en Conseil d’État définissant le domaine routier national prévoit ainsi que l’État conserve la propriété de 8 000 kilomètres d’autoroutes concédées et de 11 800 kilomètres de routes nationales et autoroutes non concédées et qu'il cède aux départements un réseau de 18 000 kilomètres. 
Dans le département de la Seine-Saint-Denis, le transfert est décidé par arrêté préfectoral signé le 28 décembre 2006. 121 kilomètres de routes nationales sont déclassées. La longueur du réseau routier national dans le département passe ainsi de 122 kilomètres en 2004 à 1 en 2006 pendant que celle du réseau départemental s'accroît de 221 à 344 kilomètres. 

## Caractéristiques

### Consistance du réseau
Le réseau routier comprend cinq catégories de voies : les autoroutes et routes nationales appartenant au domaine public routier national et gérées par l'État, les routes départementales appartenant au domaine public routier départemental et gérées par le Conseil départemental de la Seine-Saint-Denis et les voies communales et chemins ruraux appartenant respectivement aux domaines public et privé des communes et gérées par les municipalités. Le linéaire de routes par catégories peut évoluer avec la création de routes nouvelles ou par transferts de domanialité entre catégories par classement ou déclassement, lorsque les fonctionnalités de la route ne correspondent plus à celle attendues d'une route de la catégorie dans laquelle elle est classée. Ces transferts peuvent aussi résulter d'une démarche globale de transfert de compétences d'une collectivité vers une autre.
Au 31 décembre 2011, la longueur totale du réseau routier du département de la Seine-Saint-Denis est de 2 430 kilomètres, se répartissant en 58 kilomètres d'autoroutes, un kilomètre de route nationale, 346 kilomètres de routes départementales et 2 025 kilomètres de voies communales. Il occupe ainsi le 93e rang au niveau national sur les 96 départements métropolitains quant à sa longueur et le 3e quant à sa densité avec 10,3 kilomètres par km2 de territoire.
Trois grandes réformes ont contribué à faire évoluer notablement cette répartition : 1930, 1972 et 2005.
L'évolution du réseau routier entre 2002 et 2017 est présentée dans le tableau ci-après.
|                        | 2002  | 2003  | 2004  | 2005  | 2006  | 2007  | 2008  | 2009  | 2010  | 2011  | 2012  | 2013  | 2014  | 2015  | 2016  | 2017  |
| ---------------------- | ----- | ----- | ----- | ----- | ----- | ----- | ----- | ----- | ----- | ----- | ----- | ----- | ----- | ----- | ----- | ----- |
| Autoroutes             | 59    | 61    | 61    | 61    | 61    | 59    | 59    | 58    | 58    | 58    | 58    | 58    | 58    | 58    | 58    | 58    |
| Routes nationales      | 122   | 121   | 122   | 121   | 1     | 1     | 1     | 1     | 1     | 1     | 1     | 1     | 1     | 1     | 1     | 1     |
| Routes départementales | 222   | 221   | 221   | 221   | 221   | 342   | 342   | 342   | 342   | 346   | 344   | 344   | 344   | 344   | 344   | 344   |
| Voies communales       | 2 018 | 2 022 | 2 012 | 2 004 | 2 024 | 2 025 | 2 025 | 2 025 | 2 025 | 2 025 | 2 039 | 2 048 | 2 048 | 2 060 | 2 061 | 2 061 |
| TOTAL                  | 2 421 | 2 425 | 2 416 | 2 407 | 2 307 | 2 427 | 2 427 | 2 426 | 2 426 | 2 430 | 2 442 | 2 451 | 2 451 | 2 463 | 2 464 | 2 464 |

### Autoroutes
- A1 : de Saint-Denis à Aulnay-sous-Bois
- A3 : de Bagnolet à Aulnay-sous-Bois
- A4 : Noisy-le-Grand
- A86 : de Saint-Denis à Rosny-sous-Bois
- A103 : Rosny-sous-Bois
- A170 : de Aulnay-sous-Bois à Tremblay-en-France

#### Voie express
- D 933 : de Livry-Gargan à Vaujours

#### Route nationale déclassées ou reclassées
- RN 1 : de Saint-Denis à Saint-Denis (Pierrefitte-sur-Seine) (RD 931)
- RN 2 : d'Aubervilliers / Pantin à Aulnay-sous-Bois (RD 932)
- RN 3 : de Pantin à Livry-Gargan (RD 933)
- RN 14 : de Saint-Ouen à Épinay-sur-Seine (RD 14 / RD 914)
- RN 186 : de Saint-Denis à Rosny-sous-Bois (RD 986)
- RN 301 : d'Aubervilliers à Saint-Denis (Pierrefitte-sur-Seine) (RD 901)
- RN 302 : de Montreuil à Gagny (RD 902)
- RN 310 : Épinay-sur-Seine (RD 910)
- RN 316 (reclassée en A3 et A86) sur tout son parcours dans la Seine-Saint-Denis et le Val-de-Marne
- RN 370 : d'Aulnay-sous-Bois à Noisy-le-Grand (RD 970)
- RN 412 : à Saint-Denis (RD 912)
- RN 401 : à Saint-Denis (RD 940)
- RN 410 : à Saint-Denis (RD 941)
- RN 403 : de Livry-Gargan à Clichy-sous-Bois (RD 943)

### Routes départementales
Depuis le 1er janvier 2007, le département de la Seine-Saint-Denis gère 349 kilomètres de routes départementales, dont 122 kilomètres d’anciennes routes nationales (cf. supra).
- RD 1 : de Saint-Denis à Saint-Ouen-sur-Seine : quai de Saint-Ouen à Saint-Denis et quai de Seine à Saint-Ouen. Elle se prolonge ensuite dans les Hauts-de-Seine en conservant le même numéro et en continuant à longer la Seine.
- RD 1bis : quai du Châtelier et quai de Seine à L'Île-Saint-Denis.
- RD 14 : de Saint-Ouen à Saint-Denis : avenue Michelet à Saint-Ouen-sur-Seine, boulevard Ornano et boulevard de la Libération (section au sud de l'A86) à Saint-Denis (ex-route nationale 14)
- RD 20 : de Saint-Ouen à Montreuil : rue du Landy (Saint-Ouen, Saint-Denis, Aubervilliers), rue du Moutier et avenue de la République à Aubervilliers, avenue Édouard-Vaillant à Pantin.
- RD 24 : d'Aubervilliers à Villetaneuse.
- RD 27 : d'Aubervilliers à Bobigny : rue Heurtault, rue de Crèvecœur et rue Danielle-Casanova à Aubervilliers, avenue de la Division-Leclerc, rue de la République, rue de la Déviation et avenue Jean-Jaurès à Bobigny.
- RD 28 : de Saint-Denis à Villetaneuse : rue Henri-Barbusse à Saint-Denis, rue d'Amiens à Stains, Pierrefitte et Villetaneuse.
- RD 29 : de Stains à Saint-Denis : avenue de Stalingrad à Stains et avenue de Stalingrad à Saint-Denis.
- RD 30 : de Saint-Denis à Montreuil.
- RD 31 : boulevard Félix-Faure et avenue du Président-Roosevelt à Aubervilliers.
- RD 33 : à Noisy-le-Grand.
- RD 37 : de Bagnolet à Rosny-sous-Bois.
- RD 40 : de Montreuil à Drancy (RD 40S), du Blanc-Mesnil à Vaujours (RD 40N).
- RD 41 : du Blanc-Mesnil au Montreuil.
- RD 44 : d'Aulnay-sous-Bois à Vaujours.
- RD 75 : Noisy-le-Grand.
- RD 111 : avenue Gabriel-Péri à Saint-Ouen-sur-Seine.
- RD 114 : d'Aubervilliers à Dugny : rue Henri-Barbusse à Aubervilliers.
- RD 115 : de Pantin à Tremblay-en-France : avenue du Général-Leclerc à Pantin, avenue Henri-Barbusse à Bobigny, etc. (ex-route des Petits-Ponts).
- RD 116 : de Pantin à Livry-Gargan.
- RD 117 : de Les Lilas à Montfermeil
- RD 410 : de Saint-Denis à Saint-Ouen-sur-Seine : boulevard Anatole-France (section au sud du carrefour Pleyel) à Saint-Denis, boulevard Jean-Jaurès et boulevard Victor-Hugo à Saint-Ouen-sur-Seine (ex-route de la Révolte), (prolongée par la RD 912 dans les Hauts-de-Seine).
- RD 901 : d'Aubervilliers à Pierrefitte-sur-Seine : avenue Victor-Hugo, boulevard Anatole-France à Aubervilliers, boulevard Pasteur, avenue Roger-Salengro à La Courneuve, boulevard Maxime-Gorki à Stains
- RD 902 : de Montreuil à Gagny : rue de Paris, place Jacques-Duclos (Croix-de-Chavaux), boulevard Paul-Vaillant-Couturier, carrefour des Sept-Chemins, à Montreuil, même boulevard, avenue du Président-John-Kennedy à Rosny-sous-Bois, avenue de Rosny, Grande-Rue à Villemomble, avenue Jean-Jaurès à Gagny (ex-route nationale 302)
- RD 910 : à Épinay-sur-Seine : avenue du 18-Juin-1940, rue de Paris et avenue Joffre (ex-route nationale 310)
- RD 911 : à Épinay-sur-Seine : route d'Argenteuil et avenue Gallieni (précédée et prolongée par la RD 311 dans le Val-d'Oise).
- RD 912 : rue Jules-Saulnier à Saint-Denis (ex-route nationale 412).
- RD 914 : de Saint-Denis à Épinay-sur-Seine : boulevard de la Libération (section au nord de l'A86), quai de Seine et rue de la Briche à Saint-Denis, boulevard Foch à Épinay-sur-Seine, etc. (ex-route nationale 14).
- RD 928 : route de Saint-Leu à Épinay-sur-Seine (ex-route nationale 328).
- RD 931 : avenue du Président-Wilson à Saint-Denis (ex-route nationale 1).
- RD 932 : d'Aubervilliers/Pantin au Bourget : avenue Jean-Jaurès à Aubervilliers et Pantin, avenue Paul-Vaillant-Couturier à La Courneuve, avenue de la Division-Leclerc au Bourget (ex-route nationale 2) .
- RD 933 : de Pantin à Livry-Gargan : Avenue Jean-Lolive à Pantin, Rue de Paris à Bobigny, Romainville et Noisy-le-Sec, Avenue du Général-Galliéni à Bondy, Avenue Aristide-Briand aux Pavillons-sous-Bois et à Livry-Gargan (ex-route nationale 3).
- RD 940 : Saint-Denis, (ex-route nationale 401).
- RD 941 : boulevard Anatole-France (section au nord du carrefour Pleyel, ex-route nationale 410).
- RD 943 : de Livry-Gargan à Clichy-sous-Bois, ex-route nationale 403.

### Tunnel ou tranchée couverte
- Tunnel de Bobigny sur l'A86
- Tunnel de Lumen sur l'A86 ;
- Tunnel Norton sur l'A86 ;
- Tunnel de La Courneuve sur l'A86 ;
- Tunnel du Landy sur l'A1
- Tunnel du Blanc-Mesnil sur l'A1
- Tunnel de Bagnolet sur l'A3